# Rogàtaia Balka
Rogàtaia Balka (en rus: Рогатая Балка) és un poble (un possiólok) del krai de Stàvropol, a Rússia, que el 2017 tenia 2.174 habitants. Pertany al districte rural de Petrovski.